# Passy (Haute-Savoie)
Pour les articles homonymes, voir Passy.
Passy est une commune française située dans le département de la Haute-Savoie, en région Auvergne-Rhône-Alpes.
Commune de moyenne montagne appartenant à la communauté de communes Pays du Mont-Blanc, elle comptait 10 852 habitants en 2022, ce qui en fait la onzième commune haut-savoyarde. Elle est par ailleurs la cinquième commune la plus étendue du département (après Sixt-Fer-à-Cheval, Fillière, Chamonix et Samoëns) et est constituée de nombreux hameaux ou villages (Bay, Charousse, les Ruttets, Passy, Marlioz, Chedde, la Motte, Joux, la Frasse et, au-delà de l'Arve, l'Abbaye et les Plagnes). Elle se situe dans la partie haute de la vallée de l'Arve, dans la province historique du Faucigny, sur les contreforts du massif du Chablais, au début de ce que l'on nomme désormais le pays du Mont-Blanc.
L'histoire de Passy semble débuter au Ier siècle avec la colonisation romaine dont on retrouve des traces notamment dans la toponymie locale. L'implantation est liée avec l'exposition remarquable du site. Au cours du Moyen Âge, le territoire de Passy appartient au Faucigny, possessions des sires de Faucigny, mais dépend de la châtellenie de Charousse, suzeraine des comtes de Genève ou de Genevois, et certains lieux appartiennent également aux comtes de Savoie. Lors de l'acquisition du comté de Genève (1401) par les Savoie, la situation trouve une stabilité et deux siècles plus tard les communiers obtiennent le droit de propriété de l'ancienne seigneurie. La suite est marquée par l'agropastoralisme jusqu'à la fin du XIXe siècle où le hameau de Chedde se transforme en site industriel grâce à la production de ce que l'on nommera par la suite la cheddite. Parallèlement, le plateau d'Assy, en position d'adret, accueille les prémices d'un « tourisme » médical avec l'installation de sanatoriums. Ces développements dynamisent la croissance démographique. Si l'activité sanitaire se poursuit au cours des décennies suivantes, celle-ci est en passe de disparaître en ce début du XXIe siècle. L'activité industrielle se maintient. Par ailleurs, la commune a poursuivi son activité touristique avec le domaine skiable de Plaine Joux et la mise en tourisme de son riche patrimoine, notamment à travers des itinéraires de découverte.

## Géographie

### Localisation
La commune de Passy, située sur la rive droite de l'Arve, se trouve dans la vallée éponyme ou historiquement la province dite du Faucigny. Elle est une des plus étendues du département de la Haute-Savoie (après Chamonix, Sixt, Samoens et Les Contamines) avec 8 003 ha. Son territoire s'étale des rives de l'Arve situées à 542 m et les sommets alentour de la chaîne des Fiz (2 804 m).
Située au pied de la chaîne des Fiz (ou Rochers des Fiz) et de l'aiguille de Varan, Passy compte également sur son territoire le désert de Platé où l'on trouve, sur de grandes étendues, des lapiaz caractéristiques d'un relief karstique. Il est considéré comme « la plus vaste surface karstique des Alpes françaises ». Les surfaces de roches calcaires sont profondément érodées par les eaux qui s'infiltrent et forment des crevasses, parfois même des gouffres. Les eaux circulent sous terre et ressortent sous forme de résurgences à la périphérie du plateau. Cette action souterraine n'est pas étrangère aux éboulements catastrophiques de la falaise, en 1751 au Dérochoir (ainsi nommé depuis cet événement), en 1925 à l'aiguilles de Varan et en 1970 au roc des Fiz.
Dans une zone proche de la commune de Sallanches, les lacs (privés) de la Cavetaz (prononcer Cavette) et le vaste plan d'eau municipal forment un ensemble appelé « Base de loisirs des Îles » où peuvent être pratiqués le camping, la baignade et le nautisme. Ces lacs sont apparus respectivement à la fin du XIXe siècle avec la construction de la voie ferrée et dans les années 1970 avec la construction de l'autoroute. En effet, c'est l'extraction des graviers nécessaires à la constitution des remblais de ces deux ouvrages d'art qui est à l'origine de ces excavations remplies d'eau de façon naturelle.

### Communes limitrophes
| Magland, Arâches | Sixt-Fer-à-Cheval       | Vallorcine       |
| Sallanches       | Passy                   | Servoz, Chamonix |
| Domancy          | Saint-Gervais-les-Bains | Les Houches      |

### Géologie et relief, hydrographie

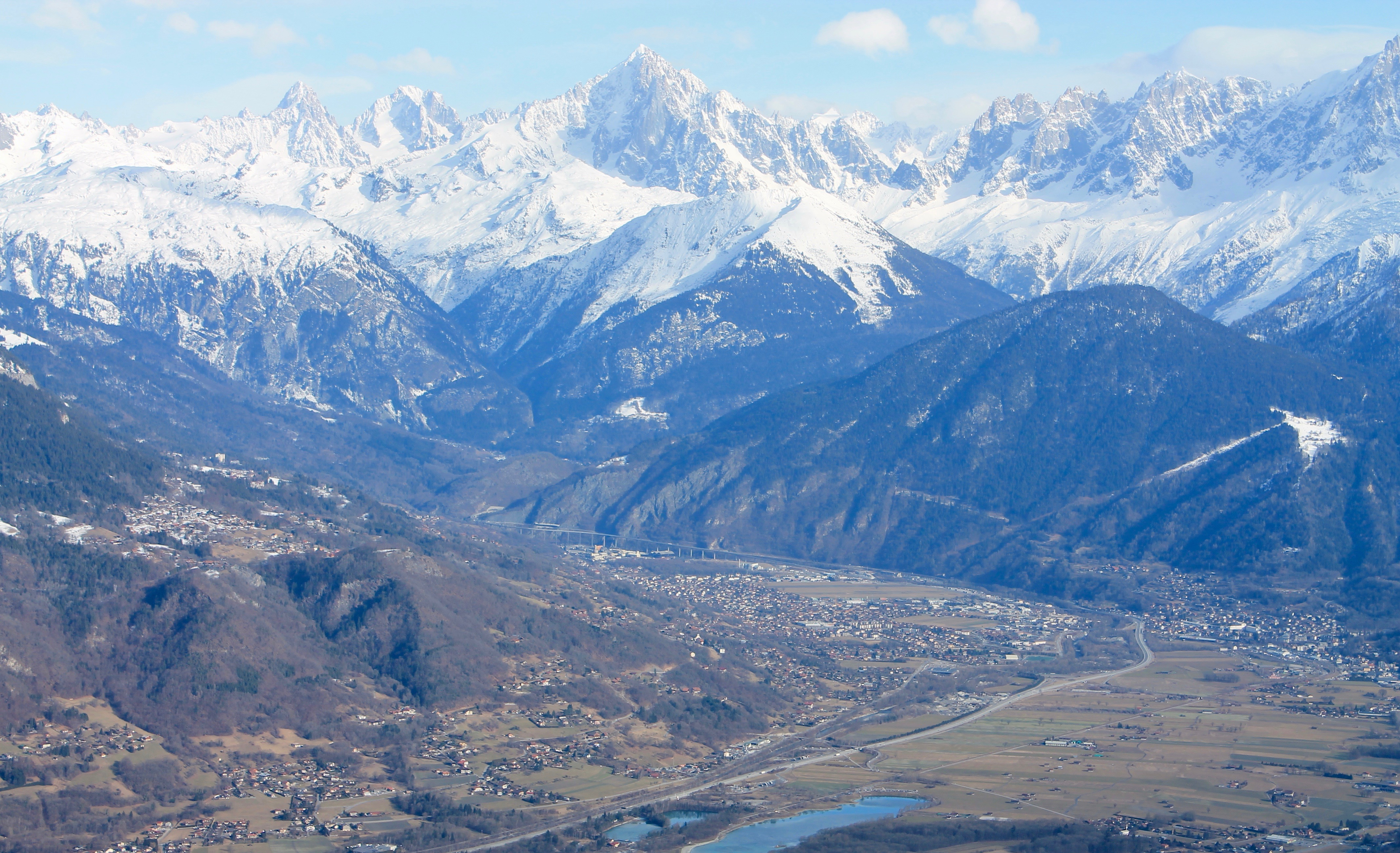
Haute-vallée de l'Arve depuis Tête Noire, hauteurs de Cordon. En arrière-plan le massif du Mont-Blanc, sur le versant à droite, Passy, au centre, dans la plaine alluviale Chedde, l'Arve et l'A40, puis le Fayet, pour remonter le versant à gauche sur la ville de Saint-Gervais-les-Bains.

La commune est assise sur les flancs sud du massif préalpin calcaire du Giffre. Ses roches sédimentaires riches en fossiles, offrent de nombreux gisements notamment autour du refuge de Platé et de la dépression du lac d'Anterne reconnus dans le monde de la géologie et de la paléontologie. Le point culminant se situe non loin du Mont Buet. Passy s'étend dans une cluse sise au pied des gorges creusées par l'Arve. Le fond de la commune suit le lit du torrent se frayant un chemin afin de trouver une voie entre les massifs préalpins au nord et les flancs occidentaux du massif du Mont-Blanc et du Beaufortain au sud.
Le même phénomène de « zone grise » (limite entre roches sédimentaires et métamorphiques) voit le jour dans la partie nord-est de la commune, dans la réserve naturelle de Passy, ou la limite communale lèche les flancs des roches métamorphiques des Aiguilles Rouges. Ainsi, Passy assise sur les massifs sédimentaires préalpins, suit sur toute sa frontière sud-est les pieds des massifs cristallins externes. La singularité de la commune est double, elle offre à la fois une vue en balcon sur le mont Blanc au sud, alors que le versant septentrional est surmonté par d'impressionnantes falaises calcaires aux sommets élancés qui obstruent toute visibilité. Les alternances de dépressions et de pics d'altitudes honorables pour des massifs préalpins font la spécificité et le charme de la réserve naturelle nationale de Passy.
Le système karstique du désert de Platé au-dessus de Passy, derrière la chaîne des Fiz, offre un incroyable complexe de dédales et de grottes.

### Climat
La situation de Passy, d'une altitude médiane d'environ 660 m, la place dans un milieu continental montagnard caractérisé par une humidité marquée. Les hivers sont plus froids et neigeux, et la saison estivale douce avec parfois des épisodes orageux. Les intersaisons (avril et octobre) sont aussi en moyenne plus humides.
Les données utilisées par Météo-France pour caractériser le climat local reprennent celles de la station météorologique de référence, située à Bourg-Saint-Maurice, dans la vallée de la Tarentaise, relevées sur la période 1981-2010.

### Voies de communication et transports

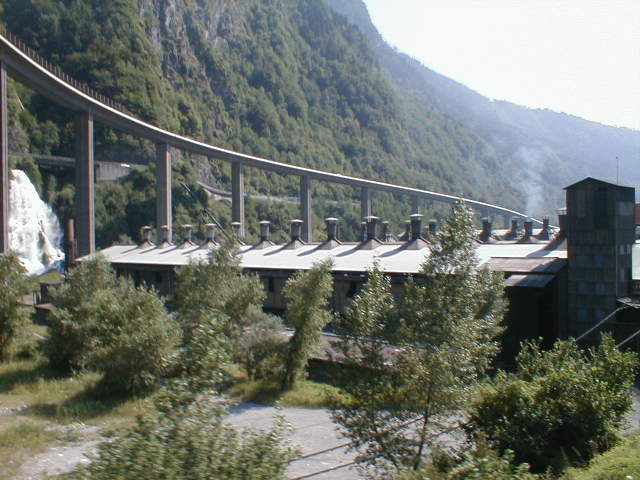
Au premier plan, l'usine Péchiney de Chedde, surplombée par le viaduc autoroutier des Égratz. Au fond, on aperçoit la voie descendante en corniche.

La commune se trouve sur l'autoroute A40, dite « autoroute blanche », reliant Genève à Passy et possède une sortie Passy (no 21) directe. Ensuite, la RN 205 (2 × 2 voies) fait la liaison de l'Abbaye jusqu'à Chamonix. Au passage des Egratz, le viaduc réservé à la circulation montante date des années 1970, tandis que l'ancienne route à deux voies est désormais réservée à la descente.
La communauté de communes Pays du Mont-Blanc a mis en place depuis l'automne 2013 un réseau de transport en commun à la demande sur son territoire, le FACILIBUS. La commune appartient également au réseau Lihsa (lignes interurbaines de Haute-Savoie) en partenariat avec la compagnie SAT (Société Alpes Transports), permettant de relier le reste du département par des lignes régulières : 82 (Chamonix > Praz-sur-Arly), 83 (Sallanches > Prazsur-Arly), 84 (Sallanches > Les Contamines), 85 (Sallanches > Passy-Plaine-Joux) et 86 (Sallanches > Cordon).
À partir des gares de Chedde, de Saint-Gervais-les-Bains-Le Fayet, située sur la ligne de Saint-Gervais-les-Bains-Le Fayet à Vallorcine (frontière) ou encore de Sallanches - Combloux - Megève, la commune est connectée au réseau ferré,. On peut également prendre l'une des compagnies aériennes de l'aéroport international de Genève Cointrin en Suisse (le plus proche, à 70 km) ou l'aéroport d'Annecy Haute-Savoie Mont-Blanc (75 km), situé sur la commune de Meythet, voire également l'Lyon-Saint-Exupéry (208 km).

### Morphologie urbaine
Du fait d'une très grande superficie, la commune de Passy comprend en plus du chef-lieu (Passy), de nombreux villages, hameaux ou écarts tels Assy, Bay, Charousse, les Ruttets, Plain-Passy, Marlioz-l'Abbaye, à proximité du Fayet, Chedde, Joux, la Frasse et, sur la rive voisine de l'Arve, Les Plagnes.

### Ressources
La commune possède une superficie forestière estimée à 1 936 ha cadastraux classés « forêt ou bois », dont 66,7 % appartenant au domaine public et 33,3 à des particuliers. Celle-ci est constituée principalement d'épicéas, de sapins, de hêtre et d'érables.

## Urbanisme

### Typologie
Au 1er janvier 2024, Passy est catégorisée ceinture urbaine, selon la nouvelle grille communale de densité à sept niveaux définie par l'Insee en 2022.
Elle appartient à l'unité urbaine de Sallanches, une agglomération inter-départementale regroupant douze  communes, dont elle est ville-centre,,. Par ailleurs la commune fait partie de l'aire d'attraction de Sallanches, dont elle est une commune de la couronne,. Cette aire, qui regroupe 4 communes, est catégorisée dans les aires de moins de 50 000 habitants,.

### Occupation des sols
L'occupation des sols de la commune, telle qu'elle ressort de la base de données européenne d’occupation biophysique des sols Corine Land Cover (CLC), est marquée par l'importance des forêts et milieux semi-naturels (82,1 % en 2018), en diminution par rapport à 1990 (83 %). La répartition détaillée en 2018 est la suivante : 
forêts (30,7 %), espaces ouverts, sans ou avec peu de végétation (27,4 %), milieux à végétation arbustive et/ou herbacée (24 %), zones urbanisées (7,8 %), zones agricoles hétérogènes (5,6 %), zones industrielles ou commerciales et réseaux de communication (2,3 %), espaces verts artificialisés, non agricoles (1 %), terres arables (0,7 %), mines, décharges et chantiers (0,5 %).
L'IGN met par ailleurs à disposition un outil en ligne permettant de comparer l’évolution dans le temps de l’occupation des sols de la commune (ou de territoires à des échelles différentes). Plusieurs époques sont accessibles sous forme de cartes ou photos aériennes : la carte de Cassini (XVIIIe siècle), la carte d'état-major (1820-1866) et la période actuelle (1950 à aujourd'hui).

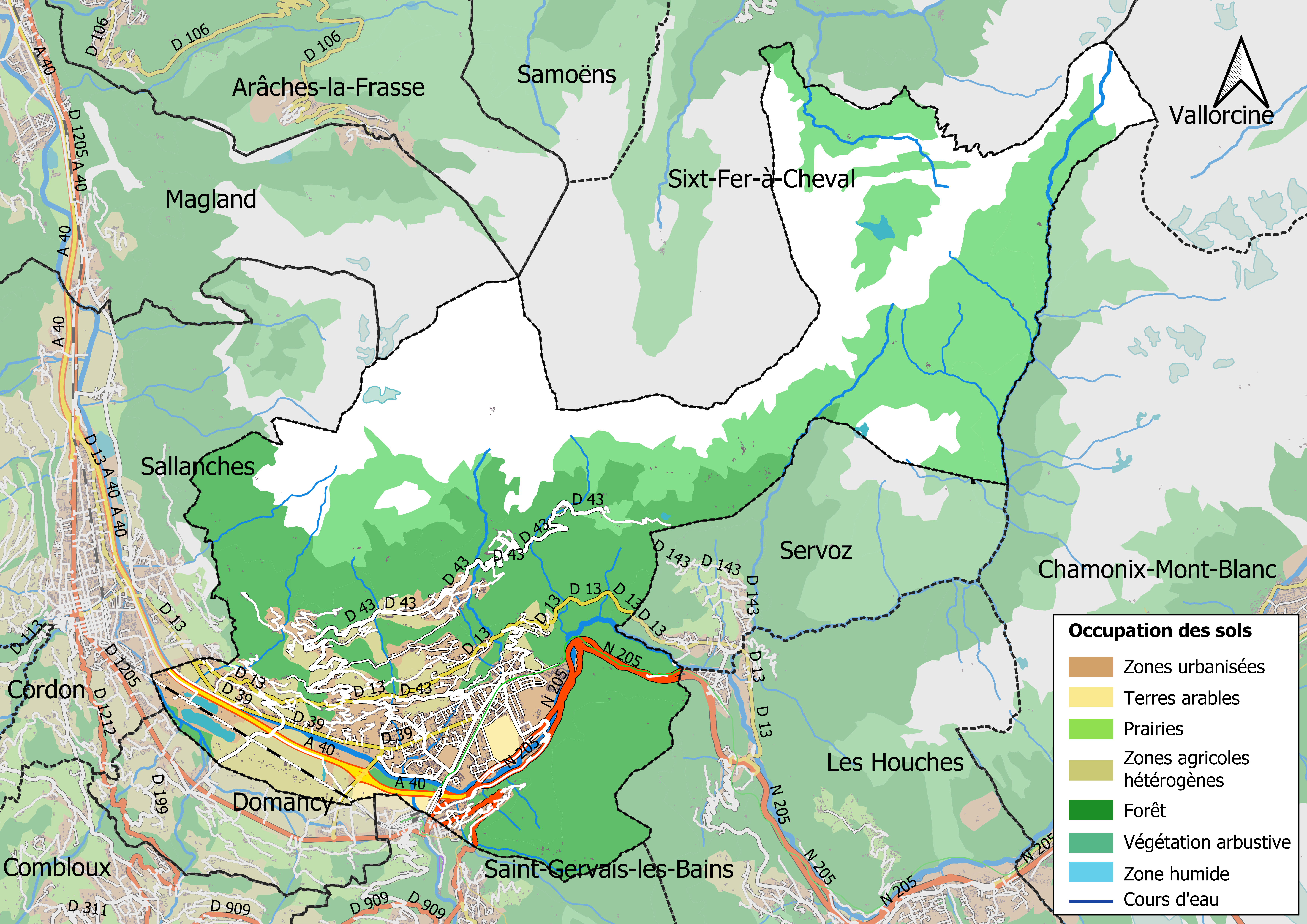
Carte des infrastructures et de l'occupation des sols en 2018 (CLC) de la commune.
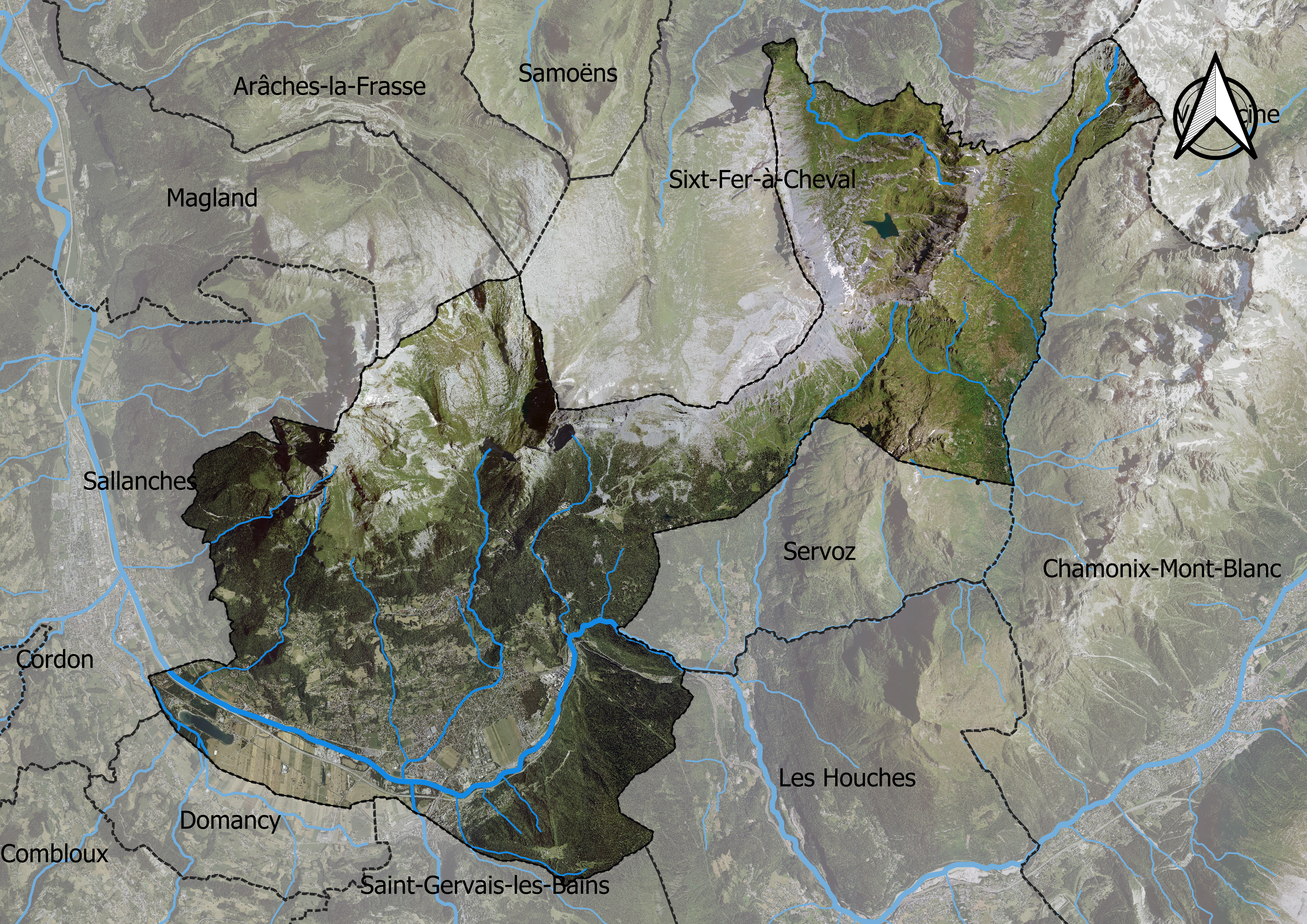
Carte orthophotogrammétrique de la commune.

## Toponymie
Passy est toponyme trouvant son origine d'un ancien domaine gallo-romain *Paciacum, Passiacum, dérivé du gentilice Passius ou Pacius associé au suffixe -acum,.
La commune ou la paroisse sont mentionnées dès le début du XIe siècle sous la forme Paciaco ou encore Passiaco (1012). Au cours des siècles suivants, on trouve la forme Passier (1219), Passyez (1236) ou encore Cura de Passier (vers 1344).
En francoprovençal, le nom de la commune s'écrit Pachi, selon la graphie de Conflans.
Ses habitants sont les Passerandes et les Passerands.
Le toponyme de Outards, situé sur la commune, pourraient provenir de la présence romaine, dérivant du latin *Altaria désignant la présence d'autels probablement destinés au culte du dieu romain Mars.

## Histoire

### Antiquité

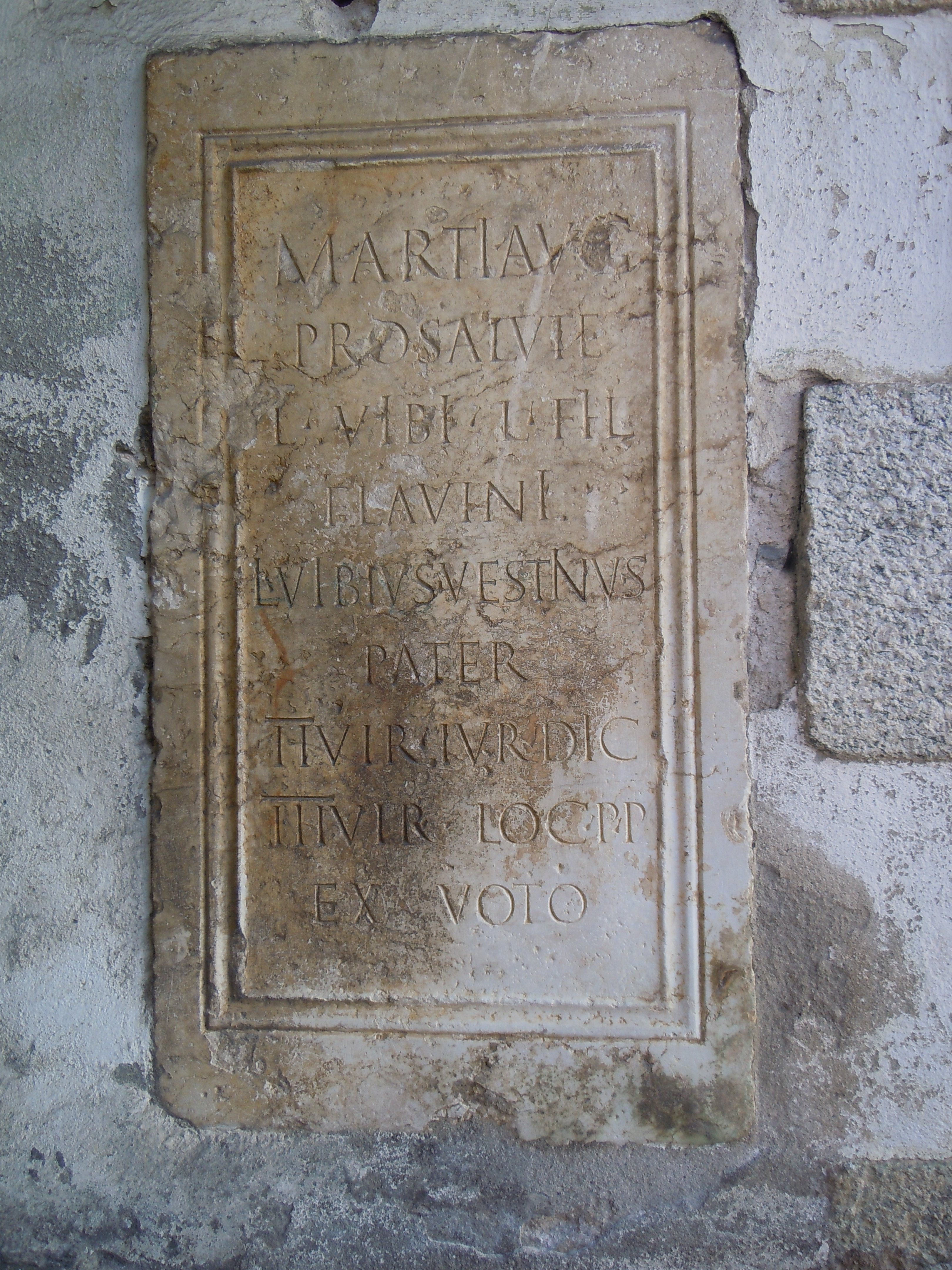
Stèle gallo-romaine portant l'inscription latine « A Mars Auguste
pour le salut de
Lucius Vibius fils de
Flavinius
Lubius Festinus
son pêre
Duumvir pour la justice
Triumvir aux propriétés publiques ».

En 2012, une compagne de fouilles a permis la découverte de quartz ainsi que des silex taillés, attestant une présence humaine datant du néolithique au niveau du Petit Col d’Anterne (1 850 m). Par ailleurs, des tranchants de haches ont été retrouvés au niveau des hameaux de Bay et des Storts attestant là encore une présence humaine préhistorique.
La vallée de l'Arve et notamment le territoire de Passy se trouvent en territoire des Allobroges, qui contrôlent l'avant-pays plat, entre le Rhône et les Alpes et à la frontière avec le pays des Ceutrons qui occupent le Haut-Faucigny. Cette localisation, en raison de la sa situation et de son exposition, a fait dire à Pierre Broise que la colonisation romaine se justifie en devenant « poste avancé de la romanisation des grandes Alpes ».
On a ainsi trouvé les vestiges d'une petite agglomération rurale gallo-romaine avec un sanctuaire, probablement dès le Ier siècle. Certains auteurs ont cru percevoir dans les mentions de Vatiscum, Vatusium, Patiscum, une cité ceutrone, correspondant au Passy actuel mais aucune trace tangible n'a été apportée. De nombreux vestiges datant du Ier siècle et du IIe siècle ont été découverts au hameau des Outards, notamment des fûts de colonne, des chapiteaux, des céramiques ou encore de la monnaie. Le toponyme de Outards semble d'ailleurs dériver d'un mot latin indiquant la présence d'un temple (*Altaria = « autels »). Les fouilles archéologiques ont ainsi permis de dégager les plans d'un temple ainsi que très probablement les trois inscriptions que l'on retrouve incrustées dans les murs de l'église Saint-Pierre-Saint-Paul. Les ex-voto sont dédiés au culte du dieu romain Mars. Ils ont été faits par des magistrats (un triumuir et un questeur, et un duumvir) provenant de la cité de Vienne, capitale de province viennaise. Leur présence atteste une relative importance de la petite colonie. En altitude, on a trouvé également la borne de la Forclaz-du-Prarion, à la limite avec Saint-Gervais.
Les auteurs Henri Baud et Jean-Yves Mariotte rappelle dans leur ouvrage une tradition orale d'une ancienne cité romaine Dionysia, au niveau du lieu-dit Saint-Denis, sur Chedde. La cité aurait été engloutie par les eaux du lac de Servoz qui se serait déversées vers le IIIe siècle à cause de la rupture du bouchon à l'origine du lac.
Les recherches récentes effectuées dans le sous-sol au niveau de lac d'Anterne (2 061 m) ont révélé la présence d'une contamination antique au plomb datant du Ier siècle jusqu'au IVe siècle. Cette pollution permettrait de corréler les hypothèses de présence de mines de plomb, au moins secondaires, dans les environs,.

### Moyen Âge
Au Ve siècle, le Faucigny est occupé par les Burgondes. Ils établissent un royaume de Sapaudie, basé sur Genève. La région passe ensuite sous domination mérovingienne à la fin du Ve siècle. Le Faucigny et Passy appartiennent au Pagus Genevensis, prémices du futur comté de Genève ou Genevois.
Durant la période féodale qui suit (XIe – XIIIe siècles), la seigneurie qui correspond à la commune actuelle de Passy — le mandement de Charousse — se trouve en Faucigny, possessions des sires de Faucigny, mais elle se trouve cependant suzeraine des comtes de Genève ou de Genevois. Par ailleurs certains lieux appartiennent également aux comtes de Savoie.
On estime l'édification du château-refuge de Charousse ou château de Pierre Brûlée, probablement remontant au XIe siècle, siège de cette châtellenie. Il est installé sur un contrefort de la montagne de Varens. Plusieurs seigneuries en dépendaient : Dingy, possédant une maison forte ; Chèdes, avec la maison forte de Chedde et La Frasse. Le nom de Charousse n'est en réalité mentionné pour la première fois qu'en 1225 et le château n'est attesté qu'en 1250 selon le Régeste genevois (1866).
L'église primitive de la paroisse est mentionnée en 1012, à l'occasion de sa donation par le comte de Genève au prieuré de Peillonnex.

### Époque contemporaine
Lors des débats sur l'avenir du duché de Savoie, en 1860, la population est sensible à l'idée d'une union de la partie nord du duché à la Suisse. Une pétition circule dans cette partie du pays (Chablais, Faucigny, Nord du Genevois) et réunit plus de 13 600 signatures, dont 139 pour la commune,. Le duché est réuni à la suite d'un plébiscite organisé les 22 et 23 avril 1860 où 99,8 % des Savoyards répondent « oui » à la question « La Savoie veut-elle être réunie à la France ? ».
La pureté de l'air et surtout l'exposition en plein sud face au massif du Mont-Blanc ont fait de Passy, et plus précisément du plateau d'Assy, un site privilégié pour l'édification de très grands sanatoriums à partir des années 1920, pour le séjour des malades atteints de tuberculose. Le premier bâtiment est construit à Praz Coutant et ouvre ses portes en 1924. D'autres suivront, dessinés par l'architecte Henry Jacques Le Même : sanatorium du Roc des Fiz (1929), de Guébriant (1932), sanatorium Martel de Janville (1937). L'utilisation des antibiotiques et le recul de la maladie ont entraîné le déclin de ces établissements qui ont compté jusqu'à 2 000 lits au total et sont devenus sur-dimensionnés. Grâce à une diversification des offres de soin par rapport à leur vocation initiale, ils ont pu être transformés en maisons de convalescence ou de rééducation fonctionnelle, ou même en centres de vacances.
En avril 1970, l'établissement sanatorium pour enfants, le Roc des Fiz, est touché par un glissement de terrain, l'un des plus meurtriers survenus en France au XXe siècle : c'est ce qu'on a appelé la catastrophe du plateau d'Assy. 71 personnes dont 56 enfants y ont trouvé la mort.
Parmi les victimes de l'attentat islamiste de Nice du 14 juillet 2016, une famille de la commune, présente sur les lieux, est particulièrement atteinte avec 3 morts et 2 blessés graves.

## Politique et administration

### Situation administrative
Passy appartient au canton du Mont-Blanc, dont elle est le bureau centralisateur, qui compte selon le redécoupage cantonal de 2014 sept communes, avec Chamonix-Mont-Blanc, Les Contamines-Montjoie, Les Houches, Saint-Gervais-les-Bains, Servoz, Vallorcine.
Anciennement rattachée au syndicat mixte du Pays du Mont-Blanc (regroupant initialement 14 communes), elle est depuis 2013 membre de la communauté de communes Pays du Mont-Blanc (CCPMB) regroupant dix communes, avec Combloux, Les Contamines-Montjoie, Cordon, Demi-Quartier, Domancy, Megève, Praz-sur-Arly, Saint-Gervais-les-Bains et Sallanches (les quatre autres communes ont formé la communauté de communes de la Vallée de Chamonix-Mont-Blanc).
Passy relève de l'arrondissement de Bonneville et de la sixième circonscription de la Haute-Savoie (créée en 2009).

### Tendances politiques et résultats
Le maire actuel, Raphaël Castéra, contrairement à ses prédécesseurs Patrick Kollibay, Gilles Petit-Jean Genaz et Yves Tissot qui sont de droite, fait partie d'une liste "Divers gauches". C'est un retour à la normale car jusqu'à présent Passy faisait figure d'exception par ses votes plutôt à gauche, voire communistes. Cette orientation était due notamment à Chedde et à sa population ouvrière[source insuffisante].
Aux dernières élections régionales, les votes se sont tournés majoritairement vers les partis écologiques. Cette évolution est due pour beaucoup aux problèmes de pollution, rendus publics par des articles assez alarmants du Dauphiné Libéré concernant en particulier la pollution au benzopyrène de l'usine. La pollution à Passy est un souci majeur en raison du grand nombre d'industries, de touristes et de chauffages particuliers.

### Administration municipale
Le nombre d'habitants au dernier recensement étant compris entre 10 000 et 19 999, le nombre de membres du conseil municipal est de 33.
À la suite des élections municipales de 2020, la répartition des sièges au sein du conseil municipal se fait comme suit :

### Liste des maires
Le tableau ci-dessous donne la liste des maires qui se sont succédé à la mairie de Passy depuis 1945 :
| Période                                  | Période           | Identité                | Étiquette     | Qualité |
| ---------------------------------------- | ----------------- | ----------------------- | ------------- | --- |
| Les données manquantes sont à compléter. |                   |                         |               | |
| 1945                                     | mars 1971         | Théophile Vallet        | Rad.          | Hôtelier |
| mars 1971                                | nov. 1971 (décès) | René Dayve              | SFIO puis DVG | Instituteur et fondateur du lycée du même nom Conseiller général du canton de Saint-Gervais-les-Bains (1955 → 1971)     |
| nov. 1971                                | mars 1977         | Georges Seurre          |               | Assistant de direction Élu maire lors du conseil municipal extraordinaire du 3 déc. 1971 (remplacement du maire décédé) |
| mars 1977                                | mars 1983         | Albert Ala              | PCF           | Employé de sanatorium                                                                                                   |
| mars 1983                                | juin 1995         | Robert Fournier         | DVD           | Conseiller général du canton de Saint-Gervais-les-Bains (1985 → 1993)                                                   |
| juin 1995                                | mars 2001         | Gilbert Perrin          | PCF           | Ouvrier de fabrication                                                                                                  |
| mars 2001                                | mars 2008         | Yves Tissot             | DVD           | Suppléant du député UMP Martial Saddier (2002-2007)                                                                     |
| mars 2008                                | mars 2014         | Gilles Petit-Jean-Genaz | DVD           | Chef d'entreprise |
| mars 2014                                | juin 2020         | Patrick Kollibay        | UMP-LR        | Retraité de la fonction publique 3e vice-président de la CC Pays du Mont-Blanc                                          |
| juin 2020                                | En cours          | Raphaël Castéra         | DVG           | Cadre dans l'industrie 3e vice-président de la CC Pays du Mont-Blanc (2020 → )                                          |

### Jumelages
Au 20 février 2019, Passy est jumelée avec :
- Pfullingen (Allemagne) depuis 1985.

## Population et société

### Démographie

#### Évolution démographique
Au dernier recensement de 2022, la commune comptait 10 852 habitants. Depuis 2004, les recensements des communes de moins de 10 000 habitants font l'objet d'enquêtes tous les cinq ans. Le maximum de la population a été atteint en 2011 avec 11 506 habitants. La densité moyenne de la commune est de 144 habitants par km2, en 2009.
De 1968 à 1975, la commune a un taux de natalité de 14,8 ‰ (taux national : 16,9 ‰), alors que le taux de mortalité s'élève à 8,2 ‰ (taux national : 10,8 ‰). Après 1975, le taux de natalité baisse légèrement à 13,9 ‰ dans les années 1980, puis à 13 ‰ pour la période 1999-2006 (France entière : 13 ‰) ; se stabilisant encore entre 2006 et 2011 pour atteindre 14,4 ‰.
| 1793  | 1800  | 1806  | 1822  | 1838  | 1848  | 1858  | 1861  | 1866  |
| ----- | ----- | ----- | ----- | ----- | ----- | ----- | ----- | ----- |
| 1 660 | 1 534 | 1 549 | 1 767 | 2 030 | 2 012 | 1 789 | 1 657 | 1 888 |

| 1872  | 1876  | 1881  | 1886  | 1891  | 1896  | 1901  | 1906  | 1911  |
| ----- | ----- | ----- | ----- | ----- | ----- | ----- | ----- | ----- |
| 1 867 | 1 892 | 1 877 | 1 893 | 1 820 | 2 335 | 2 366 | 2 646 | 3 078 |

| 1921  | 1926  | 1931  | 1936  | 1946  | 1954  | 1962  | 1968  | 1975  |
| ----- | ----- | ----- | ----- | ----- | ----- | ----- | ----- | ----- |
| 2 834 | 3 222 | 4 442 | 5 915 | 6 614 | 9 072 | 8 458 | 8 891 | 8 554 |

| 1982  | 1990  | 1999   | 2006   | 2011   | 2016   | 2021   | 2022   | - |
| ----- | ----- | ------ | ------ | ------ | ------ | ------ | ------ | - |
| 8 722 | 9 235 | 10 104 | 11 234 | 11 506 | 10 863 | 11 068 | 10 852 | - |

#### Pyramide des âges
En 2009, la part des 15 à 44 ans était d'environ 34,5 %, soit un taux inférieur à celui du département de la Haute-Savoie qui est de 39,9 %, ainsi que celui observé au niveau national, 38,99 %. Le taux de la population jeune, moins de 29 ans, était quant à lui de 33,3 %, soit inférieur de quatre points à la moyenne départementale (37,1 %) et nationale (37,2 %). Enfin, la part des personnes de 65 ans et plus était de 14,3 %, soit très inférieur aux taux départementaux (20,2 %) et nationaux (21,8 %).
La répartition de la  population de la commune par tranches d'âge est, en 2011, la suivante :
- 49,45 % d’hommes ;
- 50,55 % de femmes.

### Enseignement
La commune de Passy est située dans l'académie de Grenoble. En 2015, elle administre huit établissements : l'école primaire du chef-lieu regroupant 183 élèves ; l'école maternelle et l'école élémentaire de l'Abbaye (89 élèves) ; l'école élémentaire de Chedde-Centre (127 élèves) ; l'école maternelle de Chedde-Jonction (95 élèves) ; l'école maternelle et l'école élémentaire de Chedde-le-Haut (100 élèves) ; l'école élémentaire de Marlioz (136 élèves) ; l'école maternelle de Marlioz (75 élèves) et l'école primaire du Plateau-d'Assy regroupant 244 élèves. Les trois classes uniques de villages ou hameau de Bay, de Joux et des Ruttets ont fermé entre 2008 et 2010.
Dans le village de Marlioz, on trouve le collège de Varens, qui accueille environ 800 élèves.
À côté de l'église du Fayet, dans le quartier dit de l'Abbaye, se trouve le lycée du Mont-Blanc René-Dayve, avec notamment des sections sportives et des post bac. On trouve également une section professionnelle. L'établissement possède un internat.

### Sports
- une piscine Tournesol
- La commune possède une station de sports d'hiver sur le site de Plaine-Joux (ski familial).
- Un terrain de foot synthétique.
- un terrain de football en herbe
- Des terrains de tennis.
- 6 aires de sports(city stade)
- Une pumptrack
- Beaucoup de chemins de randonnée.
- Une via ferrata et des parcs dans les branches.
- Deux fournisseurs d'activités aquatiques (descentes en raft sur l'Arve).
- Un spot de paintball.
- Une salle de spectacle de 950 m2 avec gradin télescopique de 377 places. capacité d'accueil maximum 1 100 personnes.

La station de sports d'hiver Plaine-Joux constitue également une plate-forme facilement accessible pour le départ des parapentes qui disposent de plusieurs terrains pour atterrir dans la plaine.

### Médias
La commune édite un nouveau bulletin municipal, Le Passerand (no 1 - septembre/octobre/novembre 2014), distribué à tous les Passerands. Il est également possible de le consulter sur le site de la ville.

#### Radios et télévisions
La ville est couverte par des antennes locales de radios dont France Bleu Pays de Savoie, ODS Radio, Radio Mont-Blanc, La Radio Plus ou encore Radio Giffre… Enfin, la chaîne de télévision locale TV8 Mont-Blanc diffuse des émissions sur les pays de Savoie. Régulièrement l'émission La Place du village expose la vie locale du Faucigny. France 3 et sa station régionale France 3 Alpes, peuvent parfois relater les faits de vie de la commune.

#### Presse et magazines
La presse écrite locale est représentée par des titres comme Le Dauphiné libéré, L'Essor savoyard, Le Messager - édition Faucigny, le Courrier savoyard, ou l'édition locale Le Faucigny.

### Cultes

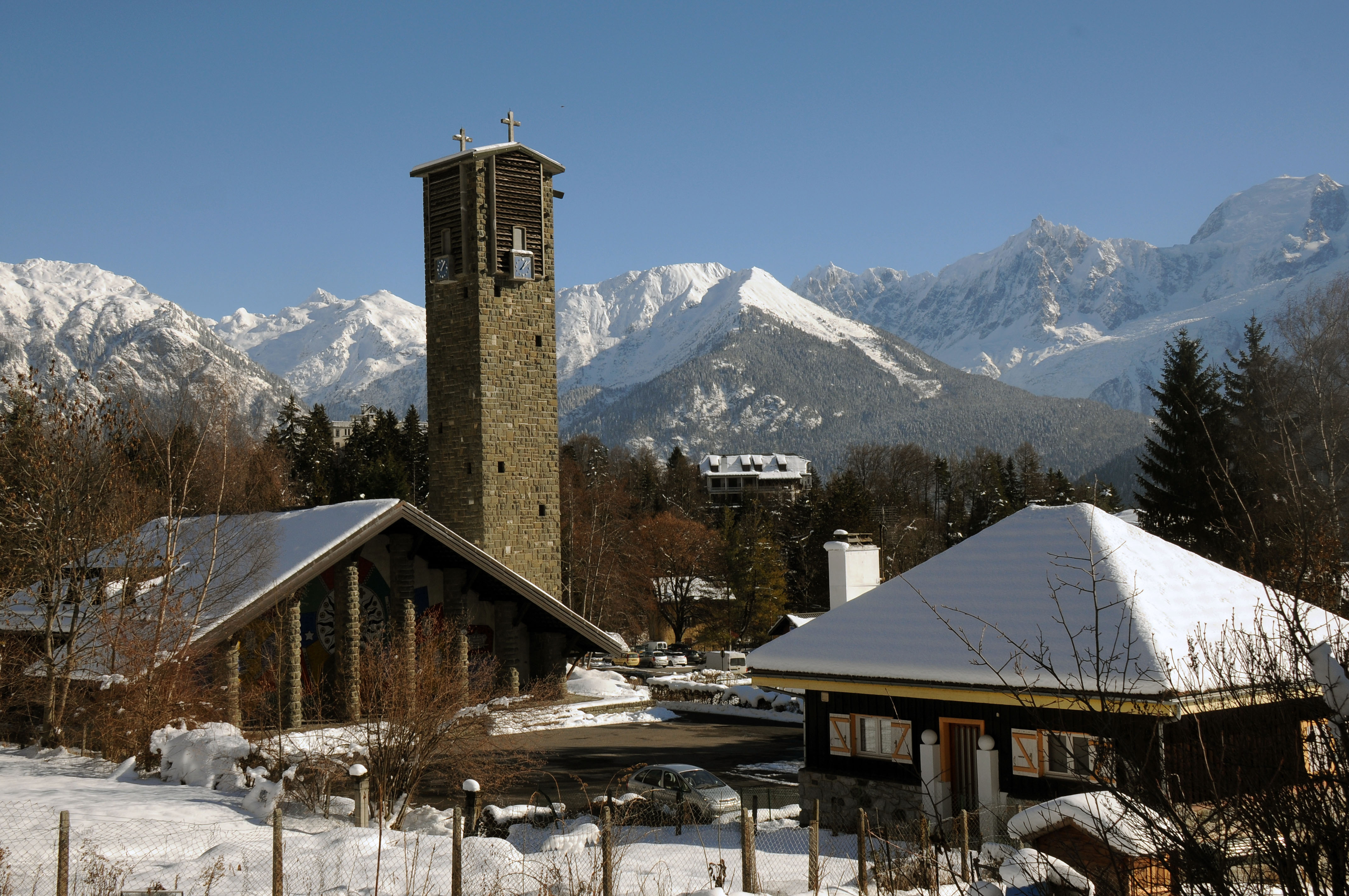
L'église Notre-Dame-de-Toute-Grâce.

La commune de Passy appartient à la paroisse Saint-François-d'Assise-en-Vallée-d'Arve, qui regroupe 8 communautés : Sallanches, Cordon, Domancy, Le Fayet, Saint-Martin-sur-Arve et trois pour la commune Passy, Chedde, le Plateau d'Assy, faisant partie du doyenné de la Haute Vallée de l'Arve, rattaché au diocèse d'Annecy. La paroisse de Passy est placée sous le patronage de saint Pierre.
Les Passerands disposent de trois lieux de cultes catholiques : l'église baroque Saint-Pierre-Saint-Paul, située au chef-lieu, l'église Notre-Dame-de-Toute-Grâce, située sur le plateau d'Assy, et l'église Saint-Joseph, à Chedde.

## Économie

### Revenus de la population et fiscalité
En 2010, le revenu fiscal médian par ménage était de 32 559 €.

### Emploi
De nombreux habitants de Passy travaillent dans la Vallée de l'Arve qui constitue pour la commune un bassin d'emploi important.

### Entreprises de l'agglomération
La commune de Passy étant largement exposée sur un adret bien ensoleillé, elle a longtemps été réputée pour ses vergers. Une petite entreprise de fabrication de confitures a hérité de cette tradition.
Témoigne aussi de cette activité la Fête des sèchieux qui a lieu le dernier dimanche de septembre, les sèchieux étant traditionnellement les paniers qui servent à faire sécher les pruneaux.
À Chedde est implantée une usine d'électro-métallurgie qui a appartenu au groupe Pechiney. Au siècle dernier, on y fabriquait un explosif réputé, la cheddite. L'usine hydro-électrique des Centrales hydroélectriques de Passy fonctionnent sur une dérivation de l'Arve et de la Diosaz.

### Tourisme
En 2014, la capacité d'accueil de la station, estimée par l'organisme Savoie-Mont-Blanc, est de 3 875 lits touristiques répartis dans 433 établissements. Cette capacité est inférieur à celles de 2013 (avec 4 032 lits) et 1995 (4 004 lits). Les hébergements se répartissent comme suit : 289 meublés  ; 1 résidences de tourisme ; 2 hôtels (contre 4 en 2012) ; quatre établissements d'hôtellerie de plein air ; 1 centres ou villages de vacances/auberges de jeunesse ; 5 refuges ou gîtes d'étape. 196 structures sont adhérentes au réseau Gîtes de France.

## Culture locale et patrimoine

### Lieux et monuments

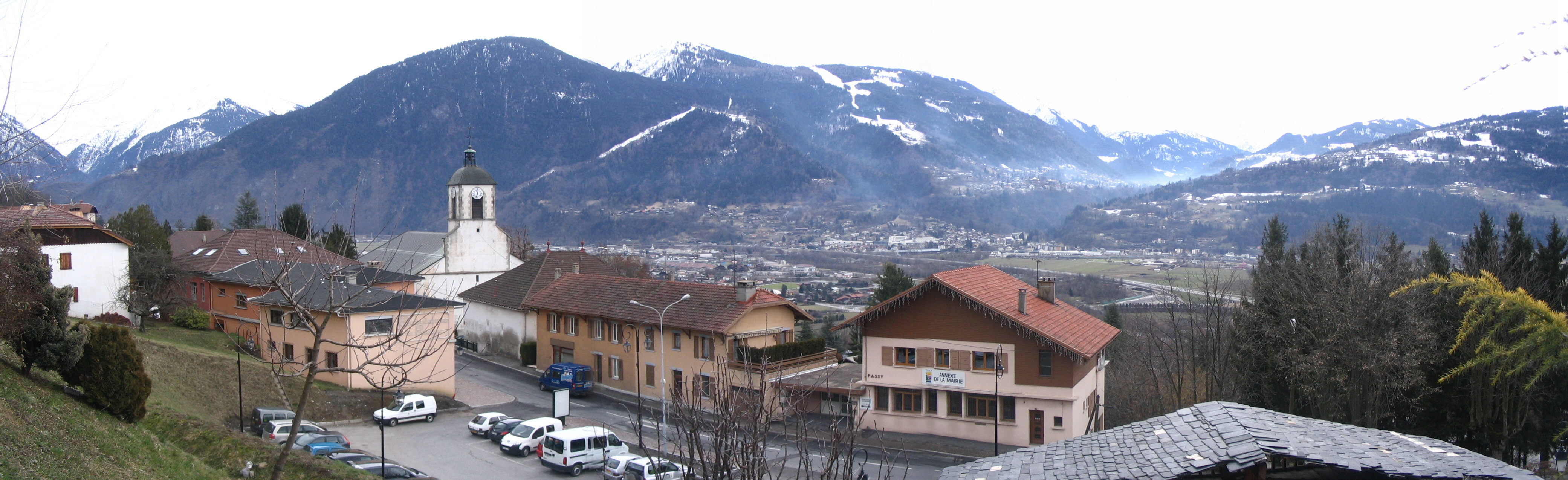
Centre du village, avec l'église Saint-Pierre-Saint-Paul dominant la vallée de l'Arve.

La commune compte deux monuments répertoriés à l'inventaire des monuments historiques et aucun lieu n'est répertorié à l'inventaire général du patrimoine culturel. Par ailleurs, elle compte vingt-et-un objets répertoriés à l'inventaire des monuments historiques et neuf répertoriés à l'inventaire général du patrimoine culturel.

#### Patrimoine religieux

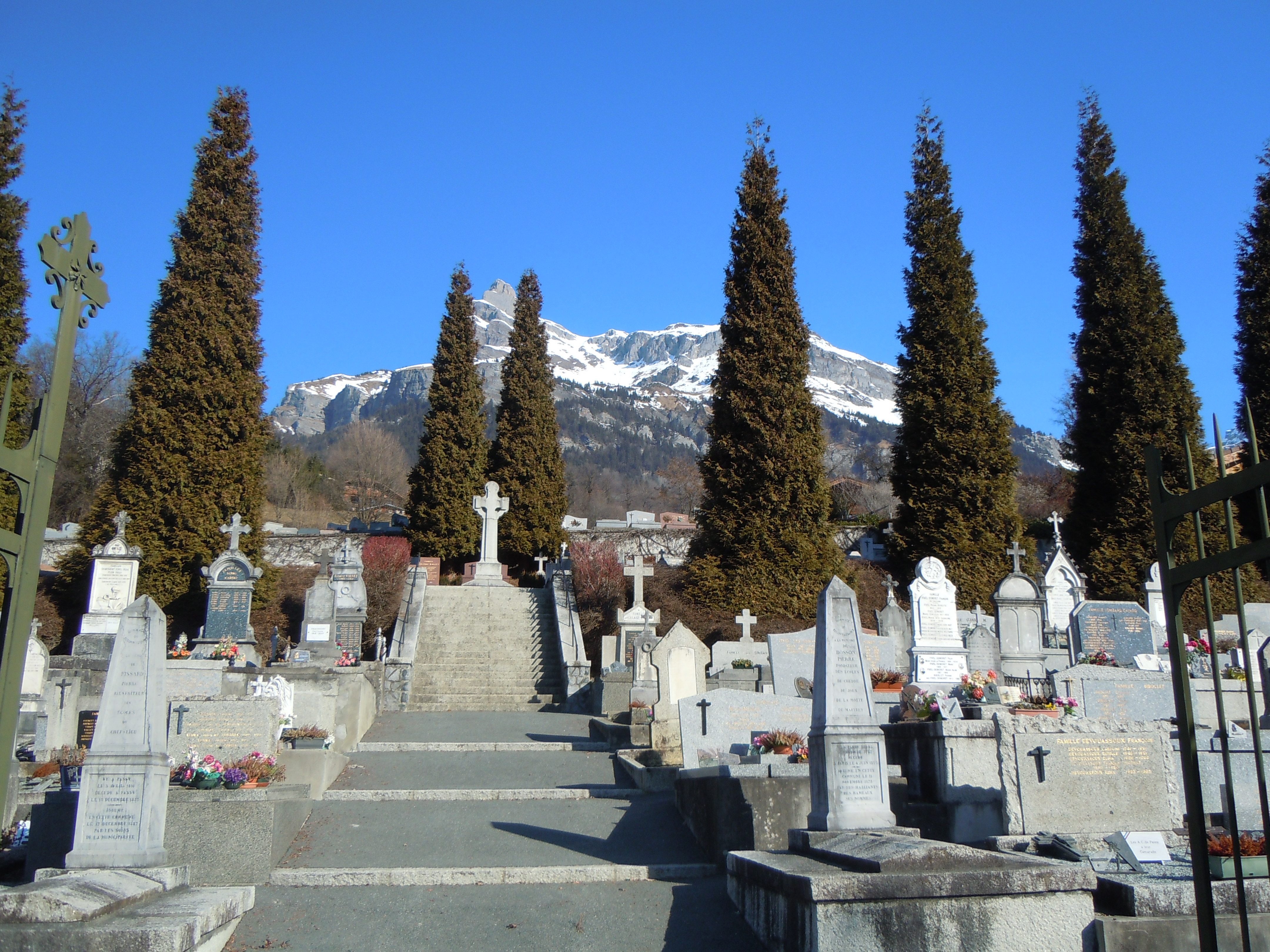
Cimetière de Passy au chef-lieu.

La paroisse de Passy est assez ancienne avec sa mention lors de sa donation par le comte de Genève au prieuré de Peillonex en 1012. Par ailleurs, la vaste commune recouvrait quatre paroisses: Passy, Les Plagnes qui ont été rattachées par la suite à celle du Fayet en 1761, Chedde (érigée en 1925) et Assy (érigée en 1937), ce qui implique un patrimoine religieux riche.
L'église primitive de la paroisse est mentionnée au début du XIe siècle. Celle-ci placée sous le patronage de saint Pierre est construite sur l'emplacement de l'actuelle église de la paroisse, l'église baroque Saint-Pierre-Saint-Paul, de la fin du XVIIe siècle, avec un buffet et une chaire du XVIe, située au chef-lieu. Au XVIIIe siècle, les habitants des Plagnes qui doivent traverser l'Arve pour pouvoir suivre le culte à Passy, mais sans moyen d'accès (seul un pont situé en amont de Saint-Martin existe) réclame une solution. Si le rattachement à la paroisse voisine de Saint-Gervais ne semble pas satisfaire, la solution est trouvée d'ériger le village en paroisse indépendante pour laquelle les trente-deux familles s'engagent à construire une église. Elle sera dédiée à saint Donat.
Des suites du développement touristique du plateau d'Assy, une nouvelle église est envisagée. L'église Notre-Dame-de-Toute-Grâce est érigée entre 1937 et 1946 selon les plans de l'architecte Maurice Novarina. Elle est caractéristique du renouveau de l'Art sacré au XXe siècle, où les formes d'expression les plus diverses sont représentées (participation de Léger, Lurçat, Braque, Matisse, du Père Couturier et d'autres), inscrite aux monuments historiques depuis 2004. Enfin, avec le développement industriel du fond de la vallée avec les usines électrochimiques de Chedde, la question de l'édification d'une église pour les ouvriers est envisagée. On construit en 1934 l'église Saint-Joseph, patron des artisans. En 1937-38, on érige par ailleurs l'église Notre-Dame-des-Alpes dite église du Fayet en raison de son implantation géographique, puisqu'elle est située dans le quartier de Marlioz-L'Abbaye, touchant au Fayet.
La commune possède par ailleurs de nombreuses chapelles (chapelles de Joux, des Plagnes, de Praz Coutant ou encore de Bay) dont certaines ont été transformées en écoles.
La commune disposait également d'un lieu de culte protestant, situé sur le plateau d’Assy, construit entre 1947 et 1949, et aujourd’hui fermé.

#### Monuments médiévaux
La commune est dominée par les ruines de l'ancien château de Charousse (castro de Charossa, en vieux patois = carossa signifie « pierre brûlée »), installé sur un contrefort de l'aiguille de Varens, contrôlant ainsi la haute-vallée de l'Arve. Il fut le centre d'un mandement médiéval important,,. Le nom de Charousse est mentionnée pour la première fois en 1225 et le château n'est attesté qu'en 1250 selon le Régeste genevois (1866). On dit que ses pierres auraient servi à la construction du village de Bay.
La commune accueillait également plusieurs maisons fortes, l'une appartenant à la puissante famille de Montfort ou encore à celles de Lucinge, dite Tour, de Loisin, de la Ravoire, de la Pérouse, ainsi que la maison forte de Dingy (XIVe siècle).

#### Monuments contemporains

##### Bâtiments
Le sanatorium Martel de Janville, construit en 1936 fait l'objet d'un classement au titre objet des monuments historiques depuis le 15 mai 2008.

##### Statuaire
Le long de la route qui monte au plateau d'Assy sont exposées des sculptures contemporaines de Calder, Féraud ou Cárdenas.

### Patrimoine naturel

Le patrimoine naturel de Passy
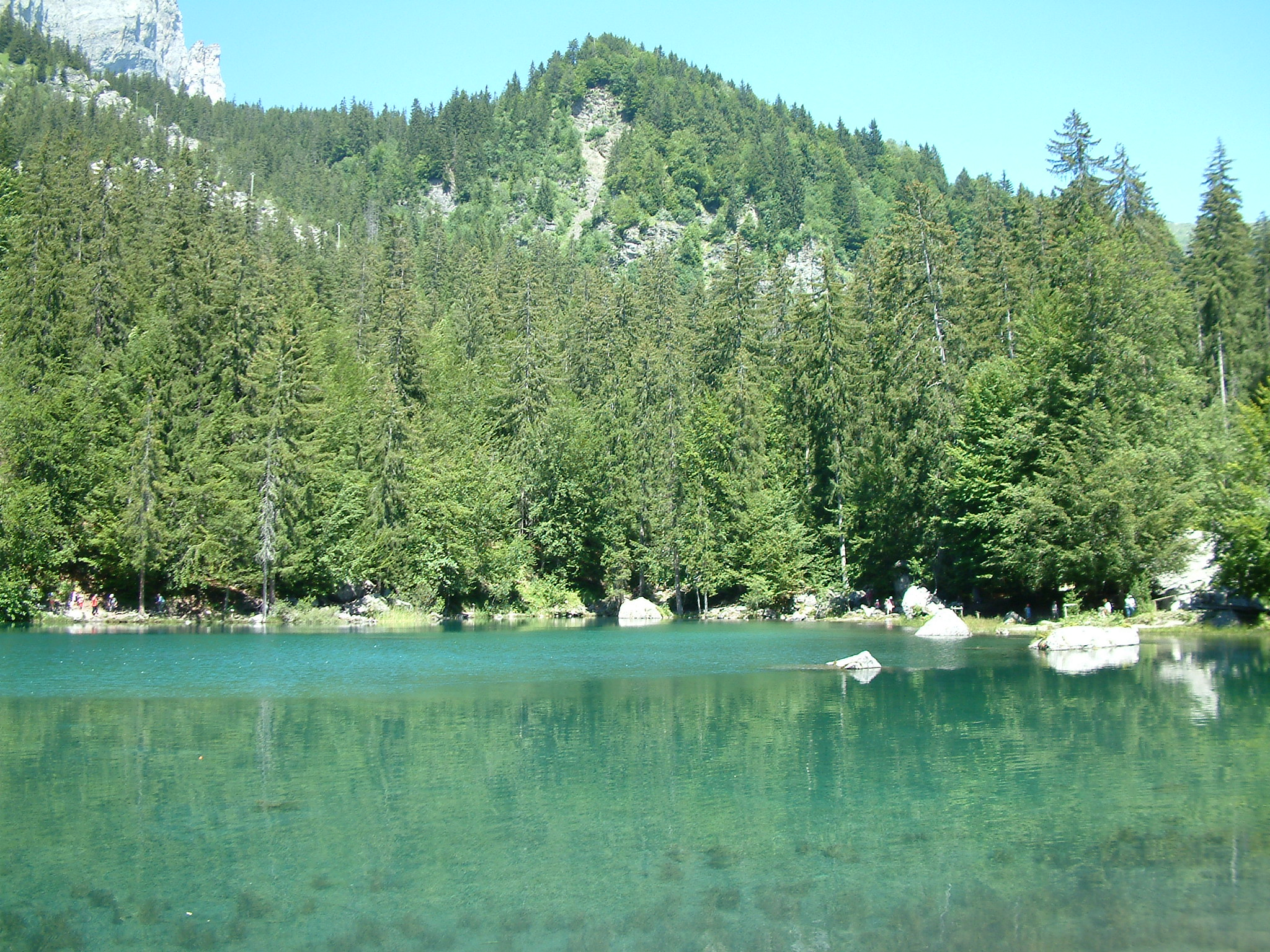
Le lac Vert de Passy.
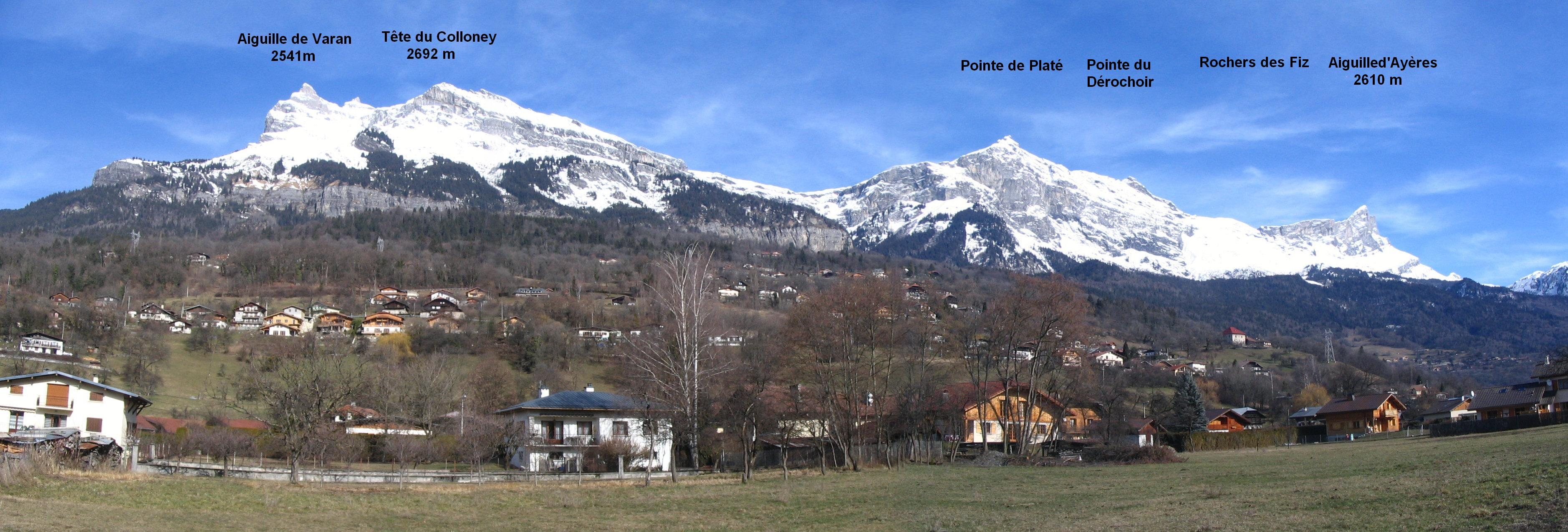
Massif du Faucigny, plateau d'Assy, et la chaîne des Fiz, depuis Passy.

Au-dessus de Plaine-Joux, la réserve naturelle de Passy offre de belles randonnées dans un cadre préservé, autour notamment du lac Vert. Le chalet de la réserve est un lieu de découverte de la faune et du paysage local.
Le jardin des cimes au plateau d'Assy est un jardin thématique et pédagogique de trois hectares créé en 2008.
La commune de Passy compte de nombreuses zones naturelles protégées :
- Montagne des Gures ;
- Ensemble de prairies naturelles sèches des Granges de Passy et ancienne gravière de l'Arve ;
- Combe de Sales ;
- Secteur des sources du Giffre ;
- Tête du Colonney ;
- Désert de Platé ;
- Gorges de la Diosaz ;
- Réserve naturelle de Passy ;
- Les Aiguilles Rouges, Carlaveyron et Vallon de Bérard.

### Espaces verts et fleurissement
En 2014, la commune de Passy bénéficie du label « ville fleurie » avec « une fleur » attribuée par le Conseil national des villes et villages fleuris de France au concours des villes et villages fleuris.
En 2017, Passy a obtenu la deuxième fleur.

### Personnalités liées à la commune
- Marie Curie (1867-1934), physicienne, chimiste de renom, a passé ses derniers jours au sanatorium de Sancellemoz où elle est morte le 4 juillet 1934.
- María Dalbaicín (1902-1931), danseuse espagnole, acquiert un chalet sur la commune et y meurt en 1931.
- Marius Jolivet (1906-1964), prêtre, curé de Collonges-sous-Salève, résistant, passeur, membre du réseau Ajax, titulaire de la médaille de Juste parmi les nations et de la médaille de la Reconnaissance française, a été hospitalisé au sanatorium à Praz Coutant, de 1945 à 1947 ; guéri, il reprit son ministère.
- Annabella (1907-1996), actrice, est enterrée dans la commune[64].
- Jean-Paul Le Chanois (1909-1985), cinéaste et homme de théâtre français, mort dans la commune.
- Charles Margueritte (1913-2002 à Passy), homme politique, mort dans la commune.
- Marcel Fivel-Démoret (1918-2008), né dans la commune, instituteur, résistant, journaliste, fondateur du journal L'Essor savoyard.
- Corinne Luchaire (1921-1950), actrice, s'est mariée en 1941 dans la commune.
- David Caude (né en 1974), grimpeur, a obtenu la 3e place au niveau mondial (2003) et deux titres de champion de France d'escalade (1998 et 2000), a fondé en 2005-2006 le club « Passy escalade ».

### Héraldique, devise et logotype

#### Blason
| Blason de Passy | Blason  | Palé d'or et d'azur de quatre pièces. |
| Blason de Passy | Détails | - Les armes de la commune sont celle de l'ancienne famille de Montfort. Les Montfort semblent issus de la famille de Ternier (Châteaux de Ternier, sur le territoire de l'actuelle commune de Saint-Julien en Genevois). Le blason a été adopté par délibération du conseil municipal du 2 décembre 1969, autorisé par la préfecture le 4 mai 1970. |

#### Logotype
À la suite des élections municipales de 2003, l'équipe élue recherche un nouvel identifiant visuel pour la commune. Le logotype est réalisé en 2004 par un habitant de la commune, David Tauleigne, architecte. Le logotype est constitué ainsi de couleurs représentant l'Arve en bleu auquel on attache d'autres qualités, le jaune pour l'exposition, le vert pour le cadre montagnard et le « couleur rosée représente le coucher de soleil sur le mont Blanc ». Les trois couleurs illustrent par ailleurs l'étagement de la commune (plaine, versants semi-urbanisés, moyenne montagne). Enfin, en plus de la présence du nom de la commune associé au slogan « l’Art de la nature » qui indique les richesses issues des passés. Le logo se termine par la mention de la sous-région Pays du Mont-Blanc auquel appartient la commune.
En 2021, un nouveau logo est créé. Une rosace à six cœurs représente six lieux de la commune (Plateau d’Assy, Chef-Lieu, Marlioz, Chedde, Abbaye et Les Plagnes). Le rouge rappelle les couleurs historiques de la Savoie.

Logo de 2003 à 2021
Logo depuis 2021

### Salon international du livre de montagne
Le salon international du livre de montagne de Passy se déroule annuellement depuis 1991 au mois d’août pendant trois jours. On y rencontre chaque année une quarantaine d'auteurs, des éditeurs, des associations littéraires, des libraires. Plusieurs prix sont décernés annuellement :
- Grand prix du salon du livre de montagne de Passy ;
- Prix mondial du livre de l'image de montagne ;
- Prix du pays du Mont Blanc.

Simultanément, des projections et conférences sont organisées. Elles portent sur la montagne et, chaque année, sur un thème particulier en présence de personnalités de la montagne en rapport avec le thème annuel retenu.

## Pour approfondir

#### Ouvrages généraux
- Paul Guichonnet, Nouvelle encyclopédie de la Haute-Savoie : Hier et aujourd'hui, Montmélian, La Fontaine de Siloé, 2007, 399 p. (ISBN 978-2-84206-374-0, lire en ligne).
- Henri Baud, Jean-Yves Mariotte, Alain Guerrier, Histoire des communes savoyardes : Le Faucigny, Roanne, Éditions Horvath, 1980, 619 p. (ISBN 2-7171-0159-4), p. 435-445 « Passy ».

#### Ouvrages sur Passy
- La revue Vatusium, revue de l’association « Culture, Histoire et Patrimoine de Passy »
- Roland Porte, Passy, l'art de la nature au Pays du Mont-Blanc, Ediville, 2010, 192 pages,
- Pierre Dupraz, Passy hier et aujourd'hui au Pays du Mont-Blanc, Passy, auto-éditeur, 2009, 192 p.
- Pierre Dupraz, Traditions et évolution de Passy, Passy, auto-éditeur, 1999
- [PDF] Fascicule Anne Tobé, maire-adjoint à la Culture et au patrimoine, médiateur culturel, guide du patrimoine des pays de Savoie, Passy Mini-guide culturel, Passy culture, 47 p. (lire en ligne), sur le site Passy culture - passy-culture.com.
- Paul Soudan, Historique de l'usine de Chedde et du « terroir » de Passy (Haute-Savoie). L'usine de Chedde et l'industrie alpestre, Bonneville, Plancher, 1975, 134 p.
- Paul Soudan, Au pays du Mont Blanc, histoire de Passy, Bonneville, Plancher, 1978, 171 p.

#### Liens communaux
- Site de la mairie
- Site de l'Office de tourisme de Passy
- « Passy, les domaines de la culture », sur Site consacré au patrimoine culturel de la ville de Passy, Mairie de Passy (consulté en octobre 2014).
- « Histoire Passy Mont-Blanc (CHePP) », sur Site de l’association « Culture, Histoire et Patrimoine de Passy » (CHePP) - histoire-passy-montblanc.fr, Culture, Histoire et Patrimoine de Passy (consulté en octobre 2014). Publication notamment d'extrait de la revue Vatusium, revue de l’association « Culture, Histoire et Patrimoine de Passy ».
- Diagnostique du Plan local d'urbanisme de la commune :
  - [PDF] « Rapport de présentation du PLU - Partie A : Diagnostic socio-économique »(Archive.org • Wikiwix • Archive.is • Google • Que faire ?), Plan Local d'Urbanisme de Passy, sur Site de la Mairie de Passy - ville-passy-mont-blanc.fr, approuvé par délibération du conseil municipal du 27 juin 2013 (consulté en octobre 2014), p. 1 à 65
  - [PDF] « Rapport de présentation du PLU - Partie B1 : Etat initial de l'environnement »(Archive.org • Wikiwix • Archive.is • Google • Que faire ?), Plan Local d'Urbanisme de Passy, sur Site de la Mairie de Passy - ville-passy-mont-blanc.fr, approuvé par délibération du conseil municipal du 27 juin 2013 (consulté en octobre 2014), p. 66 à 113
  - [PDF] « Rapport de présentation du PLU - Partie B2 : Etat initial de l'environnement (suite) »(Archive.org • Wikiwix • Archive.is • Google • Que faire ?), Plan Local d'Urbanisme de Passy, sur Site de la Mairie de Passy - ville-passy-mont-blanc.fr, approuvé par délibération du conseil municipal du 27 juin 2013 (consulté en octobre 2014), p. 113 à 173

#### Liens vers le site de l'institut national de la statistique et des études économiques
- « Bases de données : Commune de Passy (74208), Département de la Haute-Savoie (74) », sur le site de l'INSEE - www.insee.fr (consulté le 1er janvier 2014).
  - [PDF] « Passy (74208 - Commune), Chiffres clés - « Évolution et structure de la population » », sur le site de l'INSEE - www.insee.fr (consulté en août 2014), p. 18 (chiffres de 2009).
  - « Bases de données : Commune de Passy (74208), Département de la Haute-Savoie (74) - « Chiffres clés Évolution et structure de la population » », sur le site de l'INSEE - www.insee.fr (consulté en août 2014)  (chiffres de 2011, mis à jour le 28 juin 2012).